# Узбой (посёлок)
Узбой (туркм. Uzboý) — посёлок городского типа в Балканском велаяте, Туркменистана. Подчинён администрации города Балканабад. Подъездным железнодорожным путём широкой колеи посёлок связан с железнодорожной станцией Небитдаг (на линии Ашхабад — Красноводск).
Статус посёлка городского типа с 1939 года. До 2003 года носил название им. 26 Бакинских Комиссаров.
Центр добычи нефти.

## Население
| 1959 | 1970 | 1979 | 1989 |
| ---- | ---- | ---- | ---- |
| 3059 | 2485 | 2361 | 1302 |